# A.J. Hammons
Aaron Jarrell „A.J.” Hammons (ur. 27 sierpnia 1992 w Gary) – amerykański koszykarz występujący na pozycji środkowego.
7 lipca 2017 trafił w wyniku wymiany do Miami Heat. 8 lutego 2018 został zwolniony przez Miami Heat, nie wystąpił się w żadnym spotkaniu w barwach zespołu, spędzając cały okres umowy w zespole G-League – Sioux Falls Skyforce.

## Osiągnięcia
Stan na 6 listopada 2016, na podstawie, o ile nie zaznaczono inaczej.
NCAA
- Uczestnik turnieju NCAA (2015, 2016)
- Obrońca koku konferencji Big Ten (2016)[4]
- Zaliczony do:
  - składu Honorable Mention All-American (2016 przez Associated Press)
  - I składu:
    - Big Ten (2016)
    - pierwszoroczniaków Big Ten (2013)
    - defensywnego Big Ten (2014–2016)

  - II składu Big Ten (2015)